# Сквицато (Падова)
Сквицато је насеље у Италији у округу Падова, региону Венето.
Према процени из 2011. у насељу је живело 285 становника. Насеље се налази на надморској висини од 32 м.